# مالكوم براون
مالكوم براون (بالإنجليزية: Malcolm Brown)‏ (13 ديسمبر 1956 بسالفورد في المملكة المتحدة - ) هو لاعب كرة قدم بريطاني في مركزي الظهير والدفاع. لعب مع ستوكبورت كونتي ونادي بوري ونادي روتشديل ونيوكاسل يونايتد وهدرسفيلد تاون.

## وصلات خارجية
- مالكوم براون على موقع قاعدة بيانات كرة القدم.إي يو (الإنجليزية)